# Charlie Crist
Charles Joseph Crist, Jr. (født 24. juli 1956) er en amerikansk politiker for det demokratiske parti, tidligere både det republikanske parti og uafhængigt. Han var guvernør i delstaten Florida i perioden januar 2007 til januar 2011. han blev afløst af partifællen Rick Scott.